# Міма (Токусіма)

Мі́ма (яп. 美馬市, みまし, МФА: [mʲima ɕi̥]?) — місто в Японії, в префектурі Токусіма. Розташоване в північній частині префектури.    Отримало статус міста 2005 року. Площа становить 367,38 км². Станом на 1 серпня 2012 року населення складало 31 652  осіб, густота населення — 86,2 осіб/км².     